# 梅赤赞普
梅赤赞普（藏語：མེར་ཁྲི་བཙན་པོ།，威利转写：Mer-khri btsan-po，?—?），又译梅弃赞普、美赤赞布、麥賜贊普、梅墀贊薄。按照藏族的传统他是吐蕃王朝第5任赞普，吐蕃王朝早期天赤七王之五。
然而，敦煌藏文文献的《赞普世系表》中没有这位赞普的名字。